# Нібок
Нібок — округ у тихоокеанській країні Науру.     

## Географія
Розташований у північно-західній частині острова, займає площу 1,6 км² і має населення 484 (2011). 